# Elachisoma bajzae
Elachisoma bajzae är en tvåvingeart som beskrevs av Papp 1983. Elachisoma bajzae ingår i släktet Elachisoma och familjen hoppflugor.
Artens utbredningsområde är Ungern. Inga underarter finns listade i Catalogue of Life.